# Панський Міст
Панський Міст (1935—2016 рр. — Чапаєвка) — село в Україні, в Монастирищенській міській громаді Уманського району Черкаської області. Розташоване на обох берегах річки Конела (притока Гірського Тікичу) за 15 км на південний схід від міста Монастирище. Населення становить 293 особи.

## Галерея

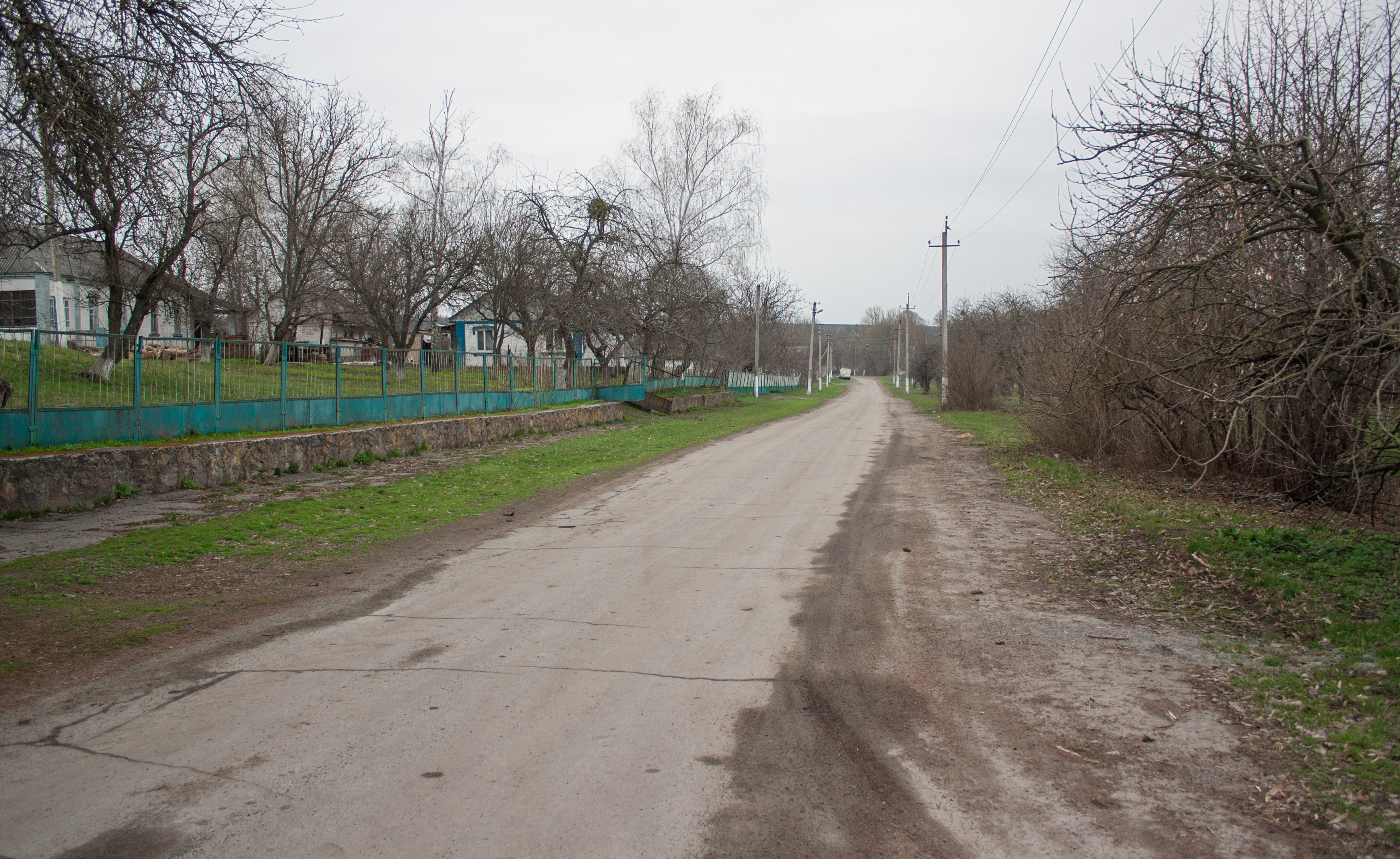
Вулиця Садова
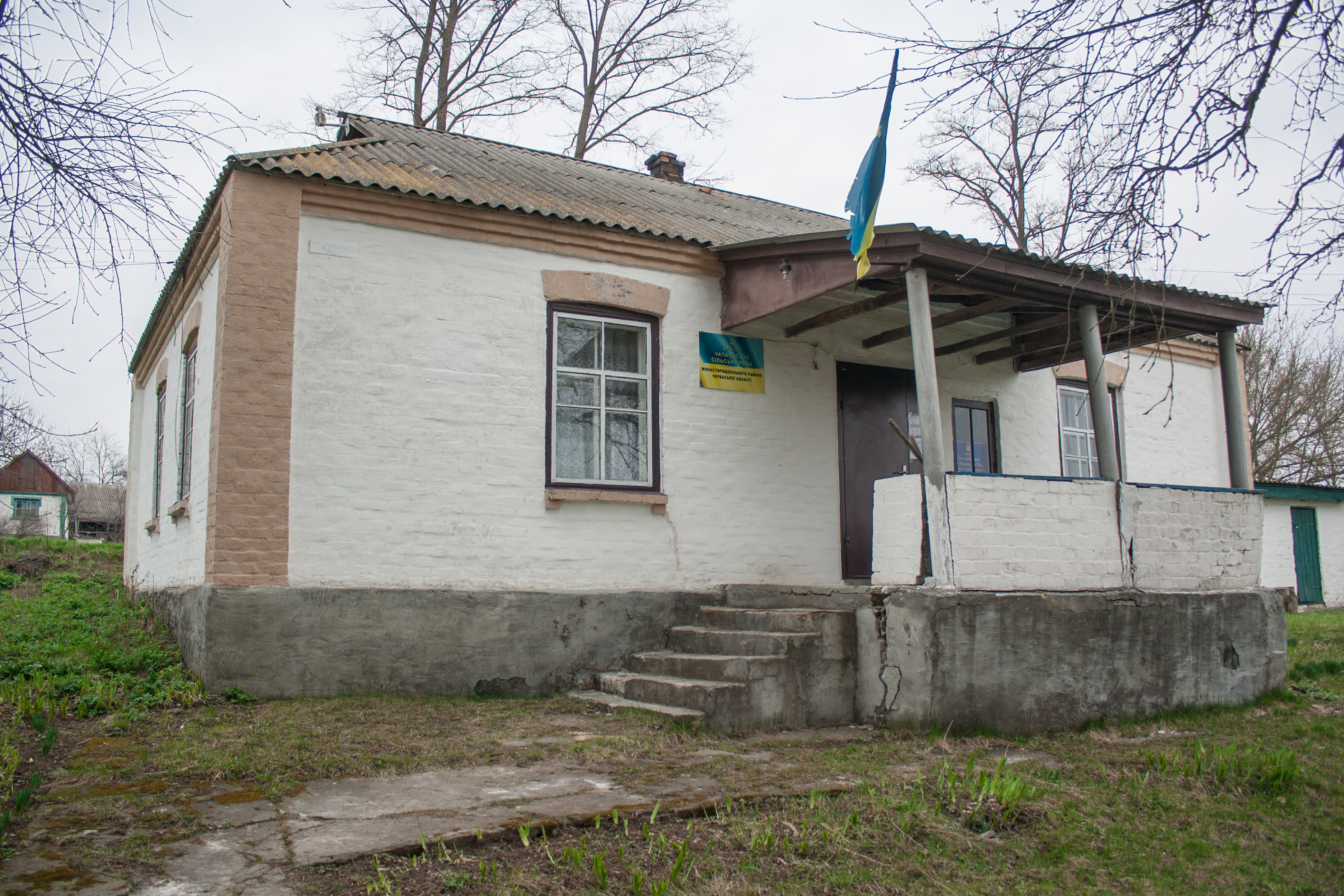
Сільська рада
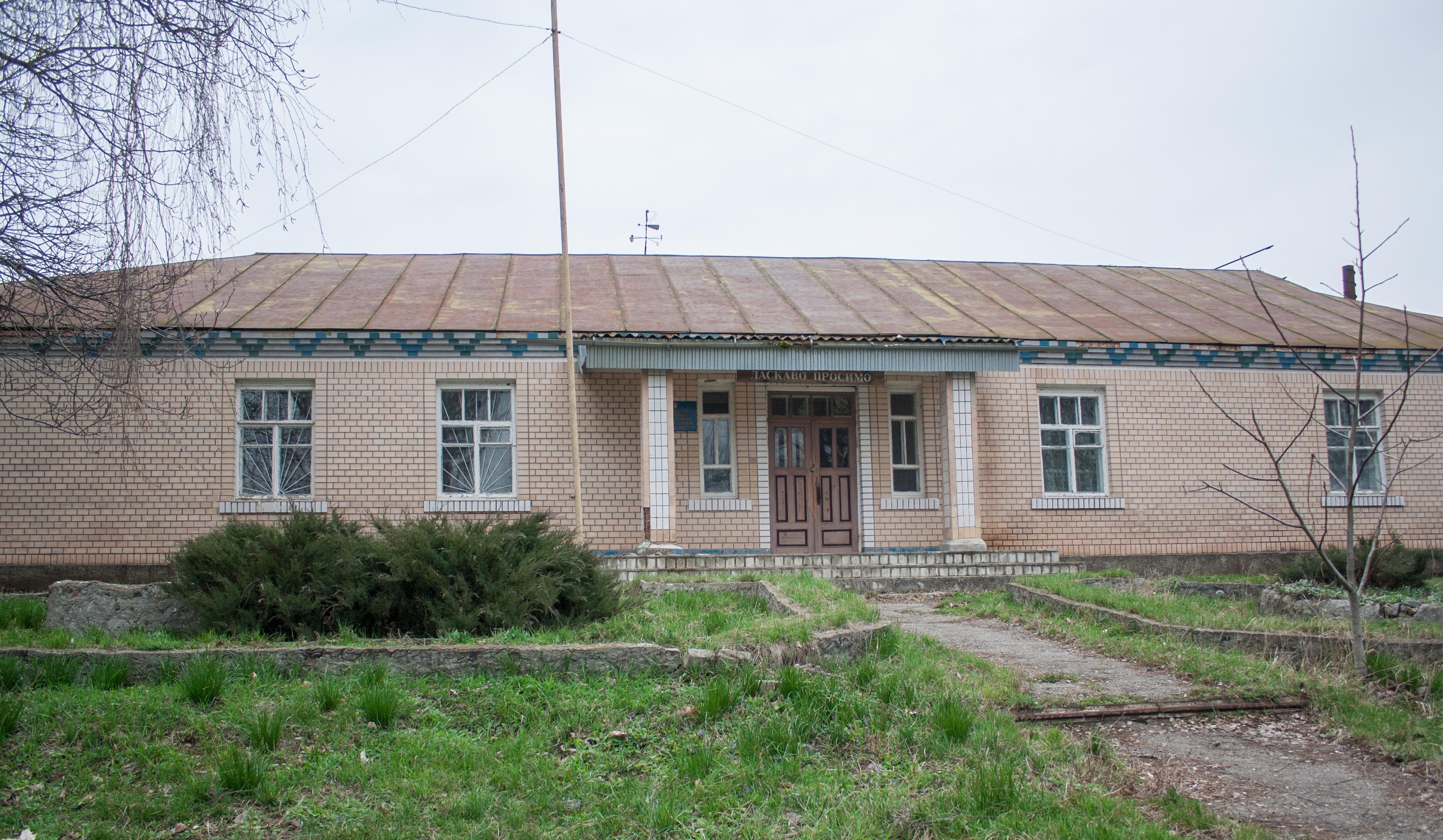
Школа
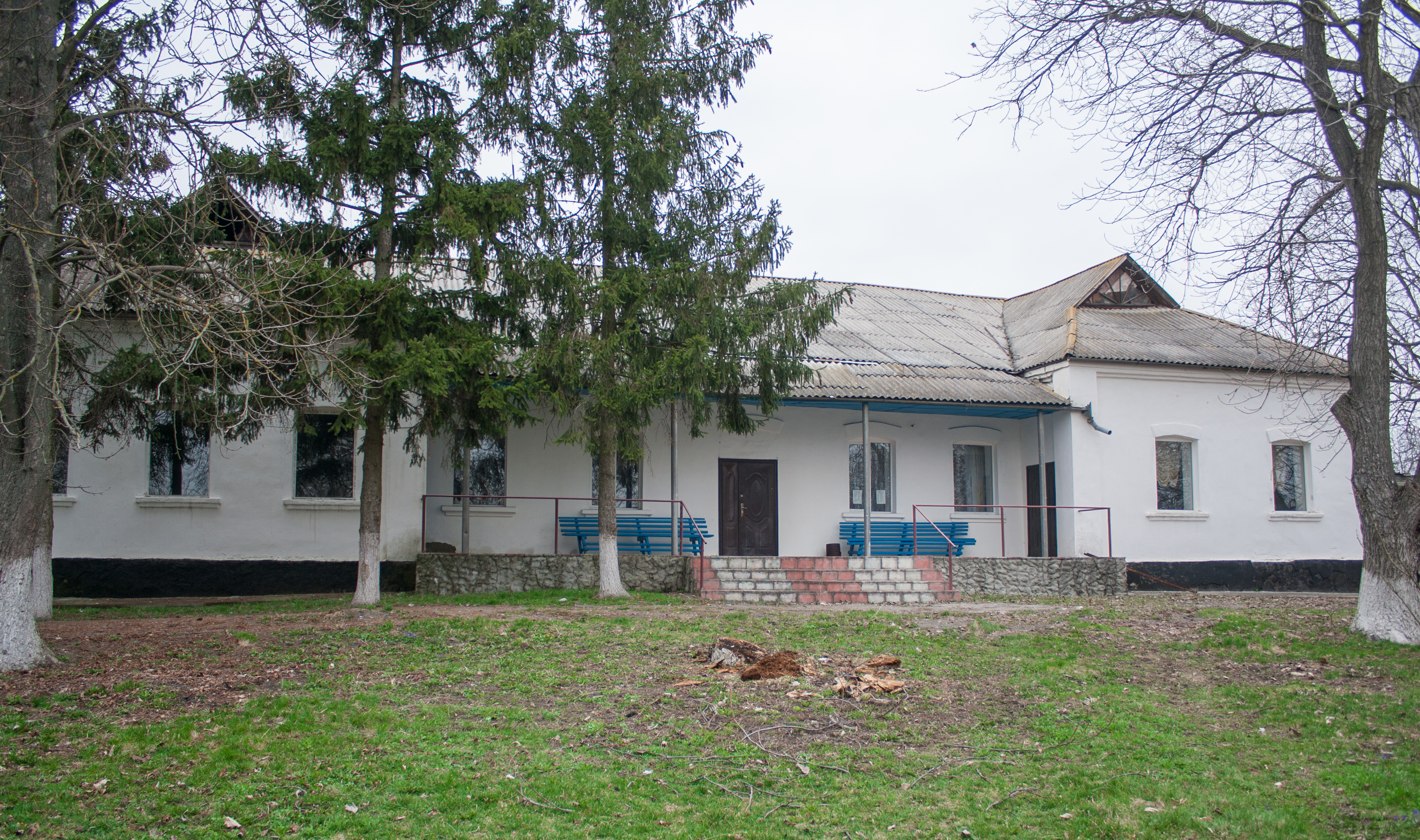
Будинок культури
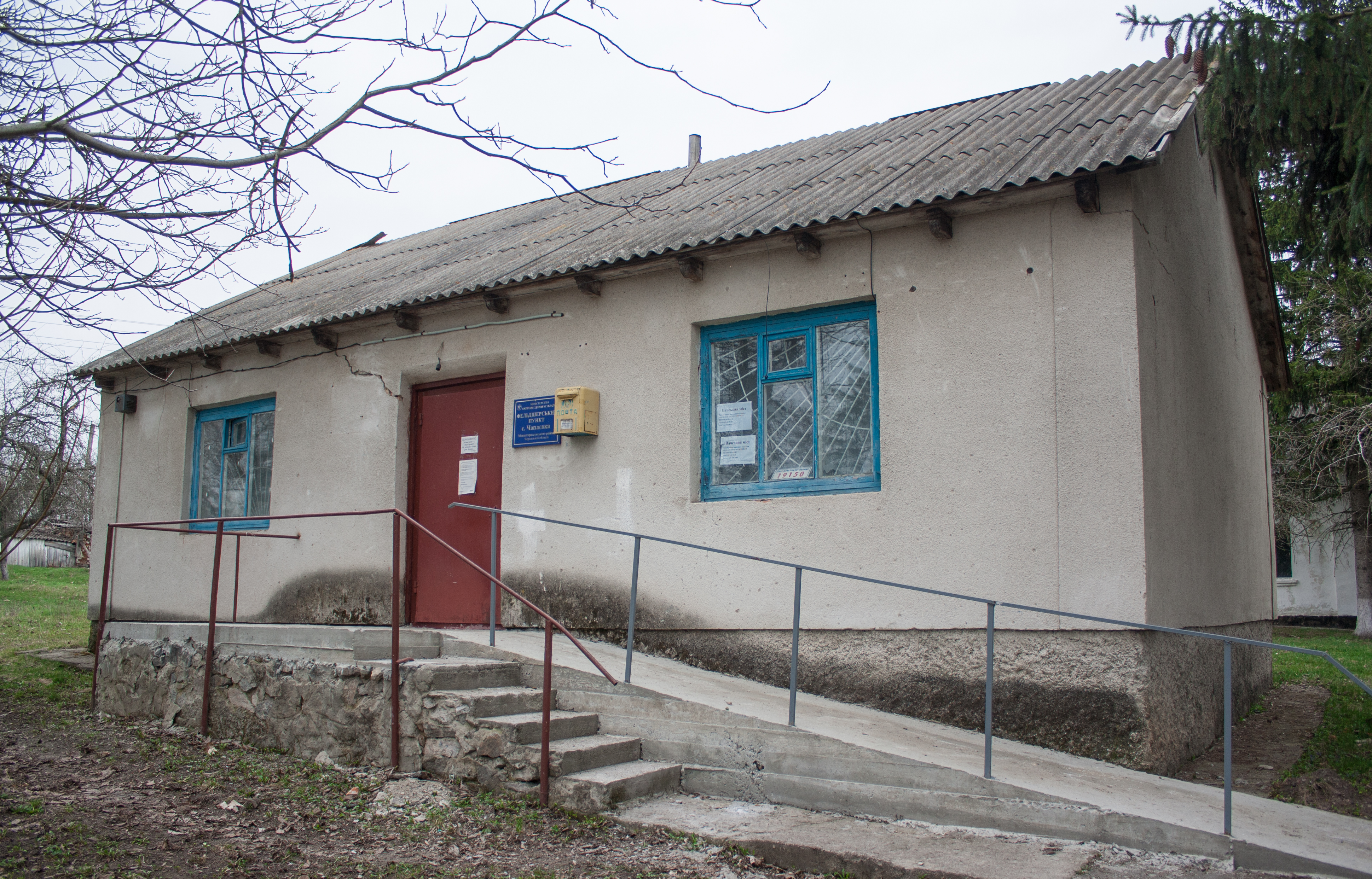
Фельдшерський пункт і пошта
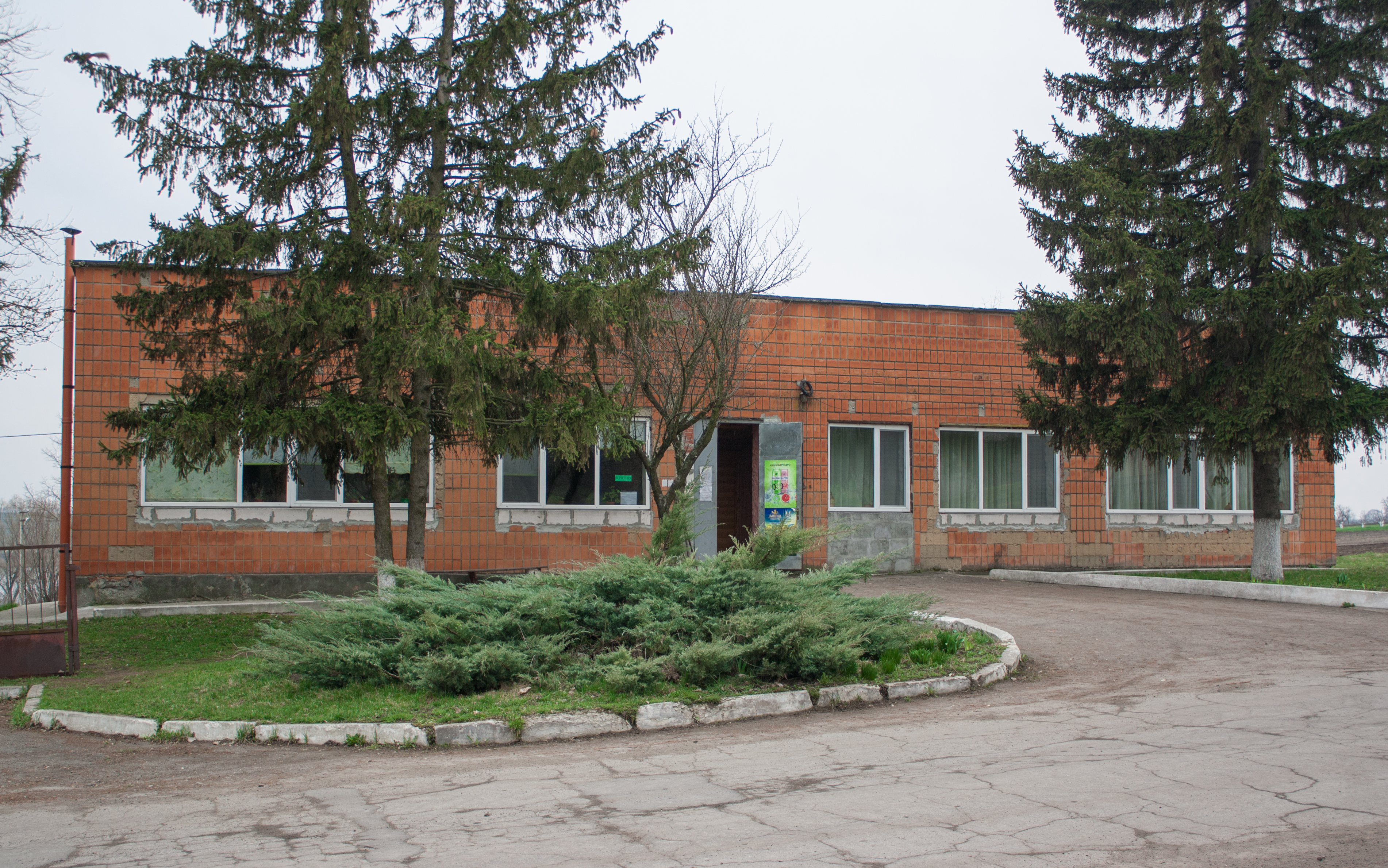
Магазин
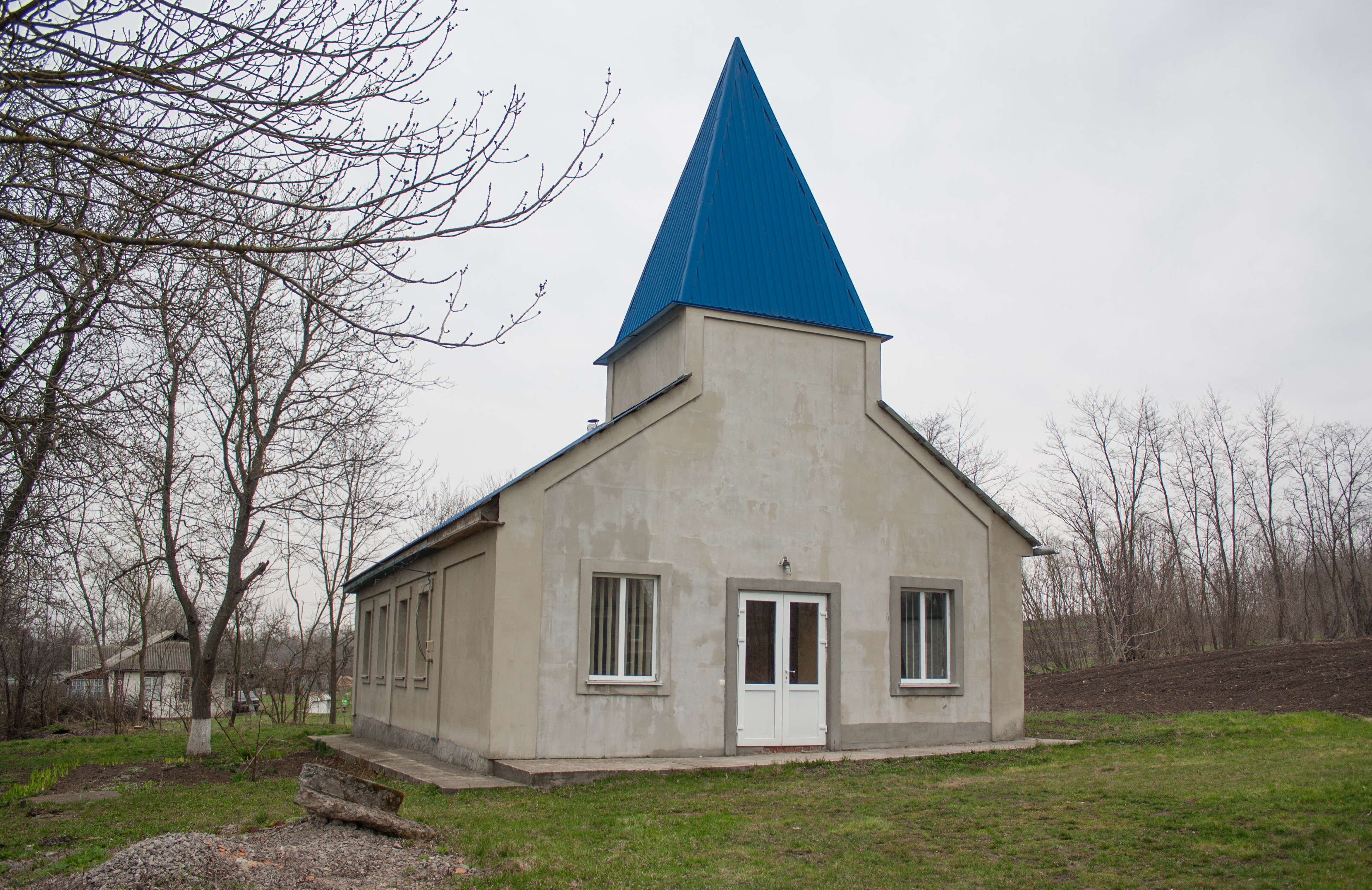
Церква
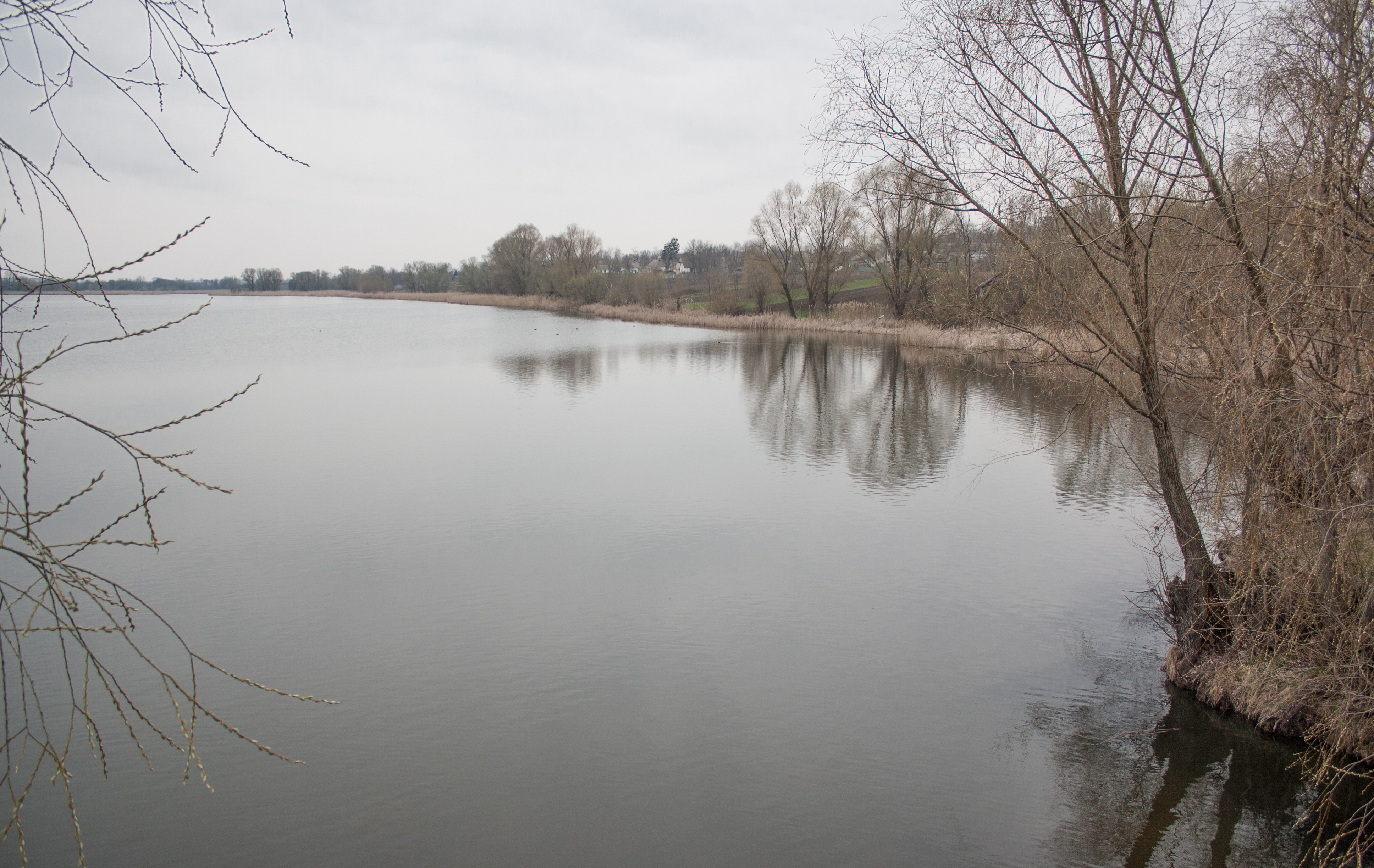
Ставок на річці Конела
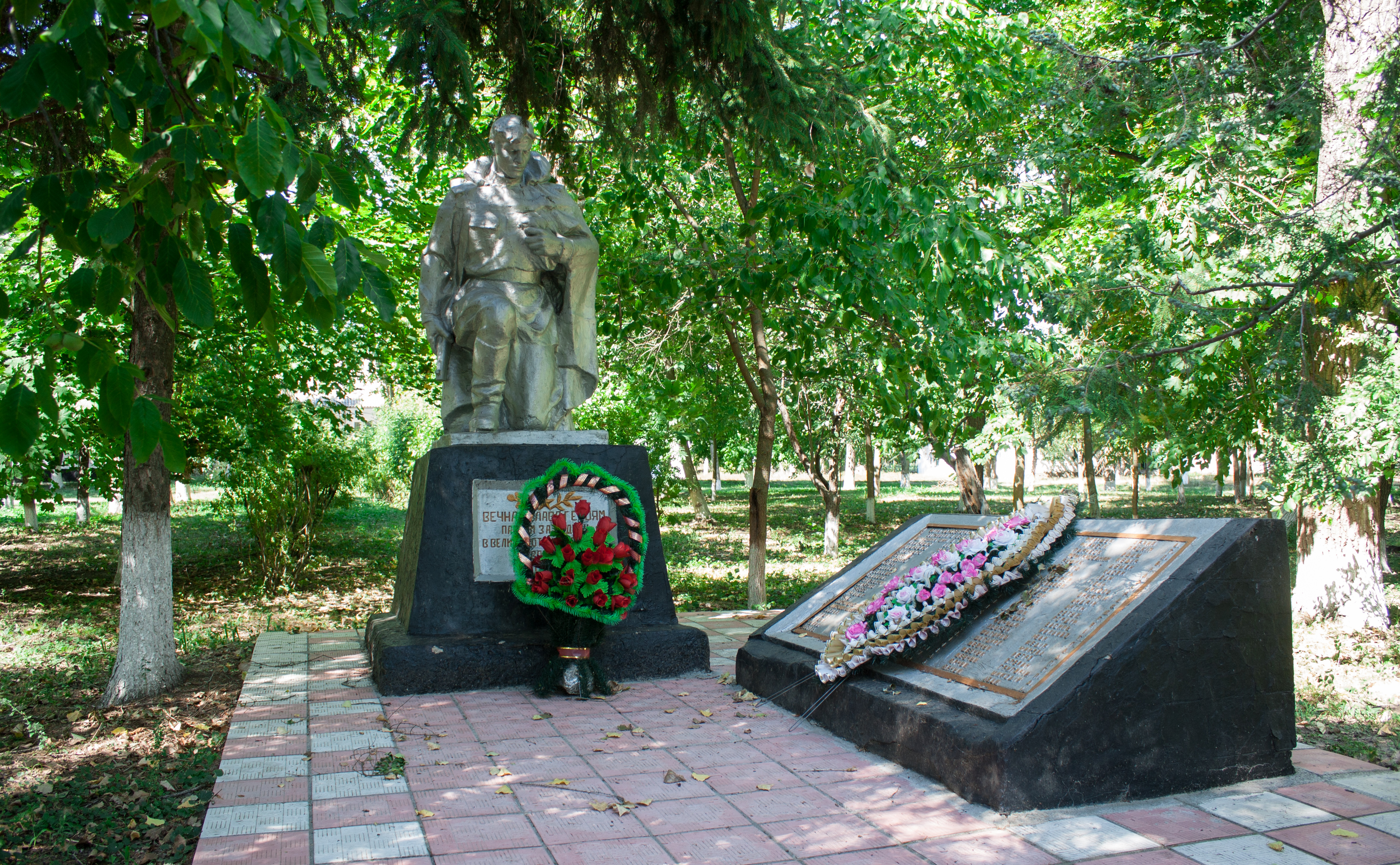
Пам'ятник воїнам-односельцям

## Історія
Село внесено до переліку населених пунктів, які потрібно перейменувати згідно із законом «Про засудження комуністичного та націонал-соціалістичного (нацистського) тоталітарних режимів в Україні та заборону пропаганди їхньої символіки».
18 травня 2016 року Верховна Рада прийняла постанову згідно якій селу було повернуто історичну назву Панський Міст.

## Померли
- Ганс-Георг Шульце (1917-1941) — німецький офіцер, оберштурмфюрер СС, ад'ютант Адольфа Гітлера.